# Бойко Микола Миколайович
Бойко Микола Миколайович (6 червня 1982, село Бахмач Чернігівської області) — український державний діяч, перший заступник Голови Державного агентства відновлення та розвитку інфраструктури України з 6 листопада 2024 року, перший заступник голови Київської обласної державної адміністрації (з 13 листопада 2023 року по 5 листопада 2024 року). Колишній т.в.о. директора комунального підприємства «Київблагоустрій» виконавчого органу Київської міської ради (Київської міської державної адміністрації) (з 2 грудня 2019 по 2 червня 2022).

## Життєпис
Народився 6 червня 1982 року в селі Бахмач на Чернігівщині.

### Освіта
Має три вищі освіти: 
1. У 2004 році закінчив Київський національний економічний університет ім. В. Гетьмана за спеціальністю «Фінанси». Отримав кваліфікацію магістра з фінансів.
2. З 2001 року по 2006 рік навчався в Київській державній академії водного транспорту імені гетьмана Петра Конашевича-Сагайдачного за спеціальністю «Правознавство». Отримав кваліфікацію спеціаліста з права.
3. У період з 2020 по 2021 рік навчався в Київському національному університеті ім. Т.Г. Шевченка за спеціальністю «Публічне управління та адміністрування». Здобув кваліфікацію магістра з публічного управління та адміністрування.

### Трудова діяльність
Жовтень 2003 - серпень 2012 — працював у ТДВ «СК «Провіта», пройшов шлях від спеціаліста до заступника директора.
Серпень 2012 - червень 2018 — заступник голови правління ПАТ «Київський страховий дім» у Києві. 
Жовтень 2018 - лютий 2019 — директор регіонального департаменту страхування ПрАТ «УПСК».
Лютий 2019 - листопад 2019 — начальник Херсонського обласного управління ПрАТ «УПСК».
Листопад 2019 - грудень 2019 — старший юрисконсульт КП «Київблагоустрій».
Грудень 2019 - червень 2022 — заступник директора КП «Київблагоустрій», виконувач обов’язків директора КП «Київблагоустрій».
Червень 2022 - листопад 2023 — заступник голови Київської обласної державної адміністрації.
Листопад 2023  - листопада 2024  — перший заступник голови Київської обласної державної адміністрації.  
З 6 листопада 2024 року - по теперішній час  — перший заступник Голови Державного агентства відновлення та розвитку інфраструктури України

## Родина
Виховує трьох доньок.

## Нагороди
- Орден Данила Галицького (23.08.2024) — «за значні заслуги у зміцненні української державності, мужність і самовідданість, виявлені у захисті суверенітету та територіальної цілісності України, вагомий особистий внесок у розвиток різних сфер суспільного життя, сумлінне виконання професійного обов’язку»[8].
- Відзнака Міністерства оборони України «За сприяння Збройним Силам України» (28.04.2022)[9]